# Саттон, Кэрол
Кэрол Джоан Саттон (англ. Carol Joan Sutton, урождённая Дикерсон (Dickerson), 3 декабря 1944, Новый Орлеан, США — 10 декабря 2020[…], Новый Орлеан, США) — американская актриса.

## Биография
Кэрол Дикерсон родилась в Новом Орлеане, штат Луизиана. После окончания школы она поступила в университет Ксавьера в Луизиане, но вскоре вышла замуж за футболиста Арчи Саттона и бросила учёбу. С начала 1970-х она стала появляться во многочисленных второстепенных ролях в кино и на телевидении, среди которых фильмы «Стальные магнолии» (1989), «Бал монстров» (2001), «Рэй» (2004), «Любовная лихорадка» (2004), «Прислуга» (2011) и многих других. Помимо съёмок в кино Саттон преподавала актёрской мастерство в Новом Орлеане. Актриса умерла от осложнений COVID-19 10 декабря 2020 года, через семь дней после своего 76-летия.

## Избранная фильмография
| Год  |   | Русское название                   | Оригинальное название        | Роль           |
| ---- | - | ---------------------------------- | ---------------------------- | -------------- |
| 2011 | ф | Прислуга                           | The Help                     | Кора           |
| 2013 | с | Американская история ужасов: Шабаш | American Horror Story: Coven | чёрная женщина |
| 2016 | с | Крик                               | Scream                       | фармацевт      |